# Campethera scriptoricauda
El pito de Tanzania (Campethera scriptoricauda) es una especie de ave piciforme de la familia Picidae que vive en el sureste de África.

## Descripción
El plumaje de sus partes superiores es verde con listado blanco y amarillento y las partes inferiores de color blanquecino amarillento con motas negras. Las motas se extienden hacia la garganta lo que es la principal diferencia con los pitos de Bennett y de Nubia. Su pico es claro, entre amarillento y blanquecino.
Entre las llamadas registradas en Tanzania se encuentra un «wi-wi-wi-wi-wi» y un corto «churr». Al menos en Mozambique no se puede distinguir del pito de Bennett por sus sonidos.

## Distribución y hábitat
Habita en los bosques de Mozambique entre Beira y el bajo río Zambeze, en el centro y el sureste de Malaui, y en el centro y este de Tanzania extendiéndose hacia el norte hasta Handeni además de las montañas Pare septientrionales y los alrededores del Kilimanjaro. En el pasado también se encontraba cerca de Mombasa, Kenia. Vive en arboledas abiertas. Al menos en Mozambique, prefieren bosques de planifolios con sotobosque de hierba alta, y es un ave bastante común.

## Taxonomía
Esta ave ha sido considerada subespecie del pito de Nubia. Por otra parte, otros taxónomos lo engloban en la misma especie que el pito de Bennett, porque se dice en Zimmerman et al. que se cruza en libertad con la subespecie nominal bennettii en Malaui. Aquí se considera una especie aparte según aparece en Handbook of the Birds of the World y otras autoridades.